# Edelschrott
Edelschrott é uma cidade da Áustria, situada no distrito de Voitsberg, no estado da Estíria. Tem 87,69 km² de área e sua população em 2019 foi estimada em 1.720 habitantes.